# Lužianky
Lužianky (časti obce: Lužianky a Kajsa) jsou obec na Slovensku, v okrese Nitra v Nitranském kraji. Žije zde přibližně 3 100 obyvatel.

## Poloha
Obec leží na jihovýchodní části Nitranské pahorkatiny na terase a údolí řeky Nitry. Odlesněné území se rozkládá aluviální rovině a pahorkatině je tvořena třetihorními usazeninami pokrytými spraší a údolními usazeninami. Nadmořská výška se pohybuje v rozmezí 140 až 190 m n. m. Obcí protéká řeka Nitra a její přítok Radošinka. Zemědělská půda je černozem a nivní půda.
Obec sousedí s městem Nitra a obcemi Zbehy a Lehota. V jižní části území obce se nachází část Kajsa s izolovanou lokalitou Korytov (Tekenuš).

## Vývoj názvu obce
- 1113: villa Sorlou (Sarló)
- 1773: obec Šarlužky – Sarluska, 1786 Scharluschka, 1808 Sarluska, Ssarluhy, Ssarlússka, 1863 –   1895 Sarluska
- 1773: obec Kajsa – Kajsza, Kaisza, 1786, 1808, 1873 – 1895 Kajsza, 1863 Kaisza
- 1895: po sloučení obcí Kajsa a Šarlužky do obce Šarlužky – Kajsa; 1898 – 1913 Sarlókajsza, 1920 – 1948 Šarlužky – Kajsa
- 1948 – 1975: obec Lužianky
- 1976 – 1993: obec Lužianky pričleněná k městu Nitra
- 1993: obec Lužianky

## Farnost a kostel
Převážná část obyvatel obce jsou římskokatolického vyznání. V roce 1991 žilo v obci 2340 obyvatel, z toho 1886 katolíků, 35 evangelíků, 45 jiných náboženství, 58 ateistů a 317 nezjištěných. Až do roku 1968 byla filiální a patřila pod farnost Zbehy.
V letech 1968–1971 byla postavena fara.

#### Kostel
Kostel Narození Panny Marie byl postaven v roce 1938 a poprvé žehnán 18. března 1939. A v roce 1993 byl slavnostně konsekrován včetně oltáře. Kostel postavil hlohovský stavitel Ing. Ladislav Terčanský. Kostel je dlouhý 22 metrů a 9 metrů široký a vysoký. Ke kostelu byla přistavěna sakristie a 32 metrů vysoká věž. 
Oltář byl vytvořen rakouskými mistry.
Ve věži jsou zavěšeny tři zvony. První z roku 1993 o váze 250 kg, druhý z roku 1912 o váze 35 kg a třetí z roku 1921 o váze 55 kg.

## Doprava
Lužianky jsou železniční křižovatkou, ve které se křižují:
- železniční trať Nové Zámky – Prievidza (trať č. 140),
- železniční trať Leopoldov–Kozárovce (trať č. 141).